# Râul Lech
Râul Lech este un afluent al Dunării, care are lungimea de 264 km și curge pe teritoriul Austriei și Germaniei.